# Perth Scorchers
Le Perth Scorchers est une équipe professionnelle australienne de cricket masculin qui joue dans la Big Bash League. Basé à Perth, Australie-Occidentale, le club est le successeur des Western Warriors.
Avec cinq titres, les Perth Scorchers sont le club le plus titré de la Big Bash League.